# Georg Lohmann
Georg Lohmann (* 6. Juni 1948 in Münster; † 4. Dezember 2021) war ein deutscher Philosoph und Hochschullehrer.

## Leben
Lohmann studierte von 1968 bis 1974 Philosophie, Soziologie und Politikwissenschaft an der Ruhr-Universität Bochum, der Universität Frankfurt, der Ludwig-Maximilians-Universität München und der Ruprecht-Karls-Universität Heidelberg. Nach dem Magister Artium studierte er Soziologie an der London School of Economics and Political Science. Von 1978 bis 1983 war er wissenschaftlicher Assistent für Philosophie an der Pädagogischen Hochschule Berlin und der Freien Universität Berlin. 1986 wurde er an der FU Berlin mit der Dissertation Indifferenz und Gesellschaft. Eine kritische Auseinandersetzung mit Marx zum Dr. phil. promoviert. Im Anschluss war er wissenschaftlicher Assistent von Michael Theunissen, bei dem er sich 1992 habilitierte.
Von 1994 bis 1996 vertrat er die Professur für Praktische Philosophie an der Otto-von-Guericke-Universität Magdeburg. Außerdem war er Gastprofessur am Institut für Philosophie der Universität Wien. Ab 1996 war er Professor für praktische Philosophie an der Universität Magdeburg. Lohmann gehörte 2009/10 der Forschungsgruppe am Zentrum für interdisziplinäre Forschung der Universität Bielefeld an. Nach der Emeritierung 2013 forschte Lohmann weiterhin vor allem zur Philosophie der Menschenrechte und im Bereich der Moralphilosophie. Er war zudem einer der Direktoren der jährlich stattfindenden Summer-School „The Diversity of Human Rights“ am Inter-University Centre Dubrovnik in Kroatien.
Publizistisch trat Lohmann insbesondere als Herausgeber hervor.
Georg Lohmann hat einen Sohn und lebte zuletzt in Berlin. Er starb im Dezember 2021 im Alter von 73 Jahren.

## Schriften (Auswahl)
- Indifferenz und Gesellschaft. Eine kritische Auseinandersetzung mit Marx. Suhrkamp, Frankfurt am Main 1991, ISBN 3-518-58078-7.
- hrsg. mit Emil Angehrn, Hinrich Fink-Eitel, Christian Iber: Dialektischer Negativismus. Michael Theunissen zum 60. Geburtstag. Suhrkamp, Frankfurt am Main 1992, ISBN 3-518-28634-X.
- hrsg. mit Hinrich Fink-Eitel: Zur Philosophie der Gefühle. Suhrkamp, Frankfurt am Main 1993, ISBN 3-518-28674-9.
- hrsg. mit: Christoph Butterwegge: Jugend, Rechtsextremismus und Gewalt. Analyse und Argumente. Leske + Budrich, Opladen 2000, ISBN 3-8100-2976-9.
- hrsg.: Demokratische Zivilgesellschaft und Bürgertugenden in Ost und West (= Treffpunkt Philosophie, Band 2). Lang, Frankfurt am Main 2002, ISBN 3-631-50125-0.
- hrsg. mit Emil Angehrn, Christian Iber, Romano Poccai: Der Sinn der Zeit. Velbrück Wissenschaft, Weilerswist 2002, ISBN 3-934730-60-4.
- hrsg. mit Brigitte Hilmer, Tilo Wesche: Anfang und Grenzen des Sinns. Für Emil Engehrn. Velbrück Wissenschaft, Weilerswist 2006, ISBN 3-938808-12-8.
- hrsg. mit Günter Nooke, Gerhard Wahlers: Gelten Menschenrechte universal? Begründungen und Infragestellungen. Herder, Freiburg im Breisgau 2008, ISBN 978-3-451-29975-9.
- hrsg. mit Arnd Pollmann: Menschenrechte. Ein interdisziplinäres Handbuch. Metzler, Stuttgart 2012, ISBN 978-3-476-02271-4.